# Відники
Відники — село в Україні, у Львівському районі Львівської області. Орган місцевого самоврядування — Звенигородська сільська рада. Населення становить 785 осіб.
Село Відники перейменовано у 1990-х роках — на основі легенди, за якою в с. Відники була вежа, що «відала» про наступ загарбницьких військ з півдня від Звенигорода, тому і назва Відники — відати. Перша назва села Водники (походить за легендою від слова «вода», яку постачали до Звенигорода (столиці Галичини) за часів Київської Русі.

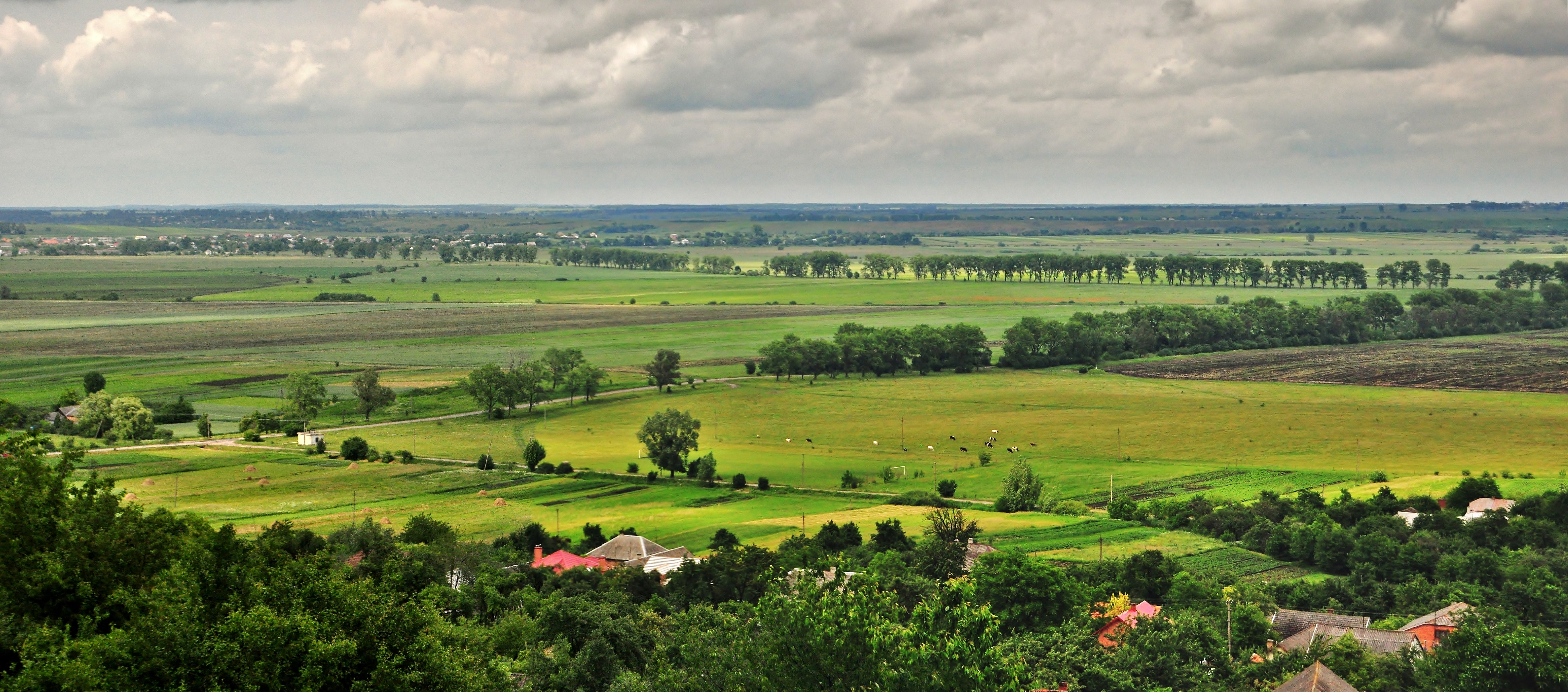
Панорама с. Відники від траси

У селі є дерев'яна церква святого Миколая (1729). Ще у селі Відники є чудова церква, яка була побудована за кошти селян у 1998—2013 роках, діє дев'ятирічна школа. На місці теперішнього медпункту була семирічна школа, у якій навчався Іван Керницький. Селом тече потік Водники.

## Населення
За даними у селі мешкало близько 800 осіб.

### Мова
Розподіл населення за рідною мовою за даними перепису 2001 року:
| Мова       | Кількість | Відсоток |
| ---------- | --------- | -------- |
| українська | 783       | 99.75%   |
| російська  | 2         | 0.25%    |
| Усього     | 785       | 100%     |

## Відомі люди
У Відниках здобував початкову освіту Іван Керницький. У приміщенні школи, де навчався майбутній письменник створена музей-кімната.
Восени 1944 року у місцевій церкві святого Миколая районний провідник ОУН Бібреччини і один з провідних пропагандистів УПА Іван Керницький (Крилатий) узяв шлюб з Ганною Керницькою.
Василь Іванович Похмурський, дійсний член кореспондент Академії Наук України, голова "Спілки корозіоністів України" народився в селі Відники. 

## Світлини

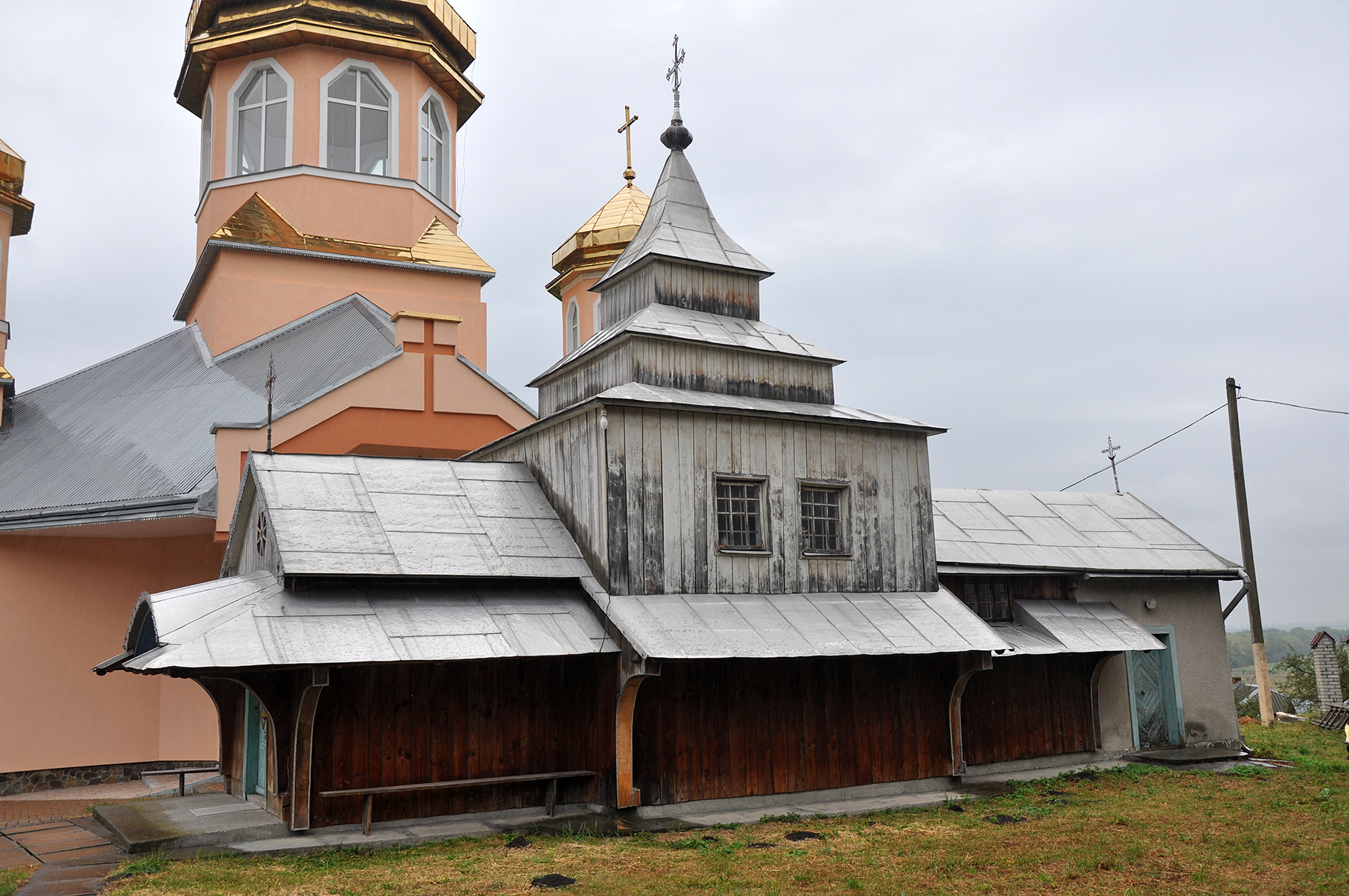
Дерев'яна церква св. Миколая
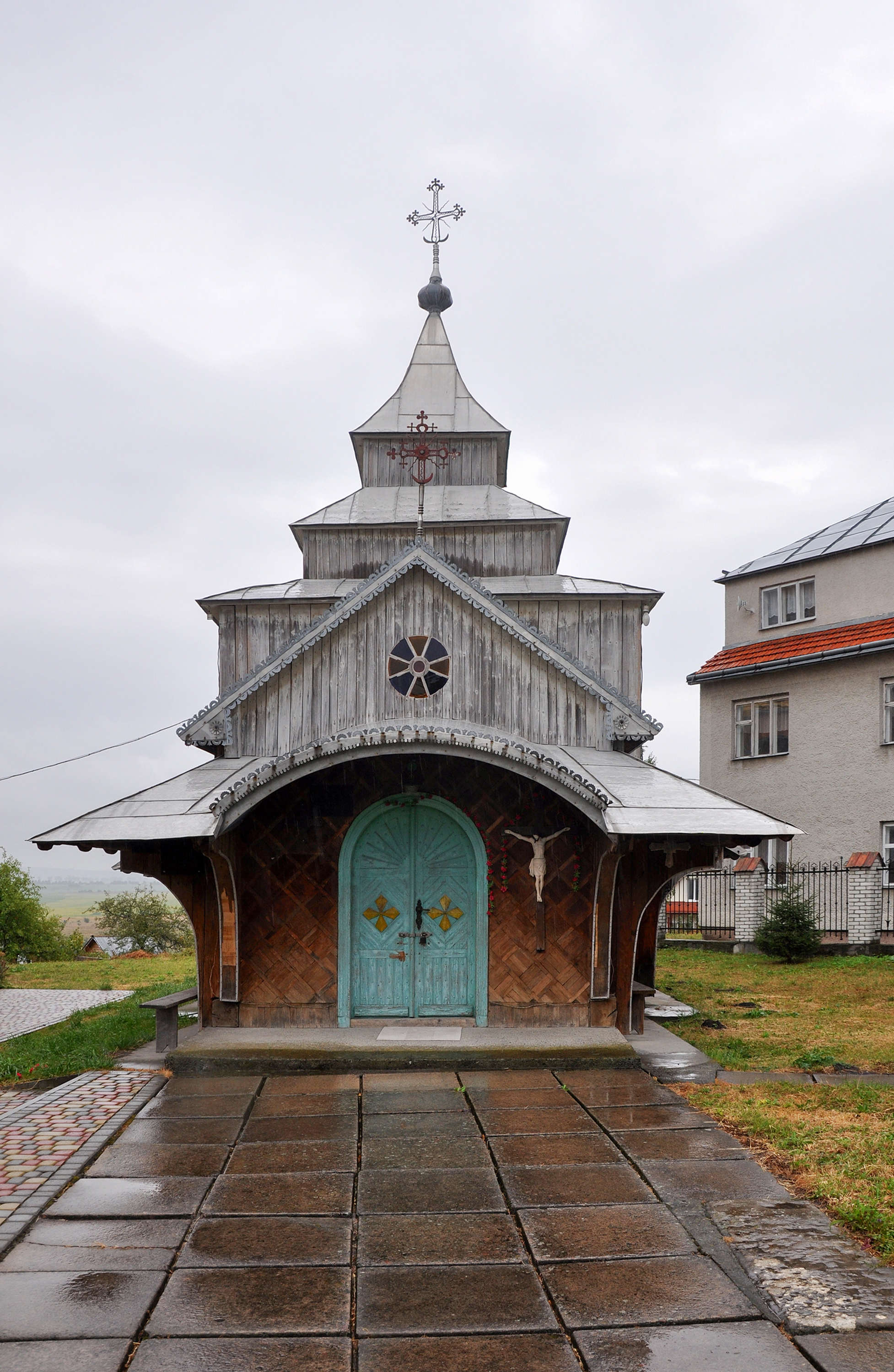
Дерев'яна церква св. Миколая
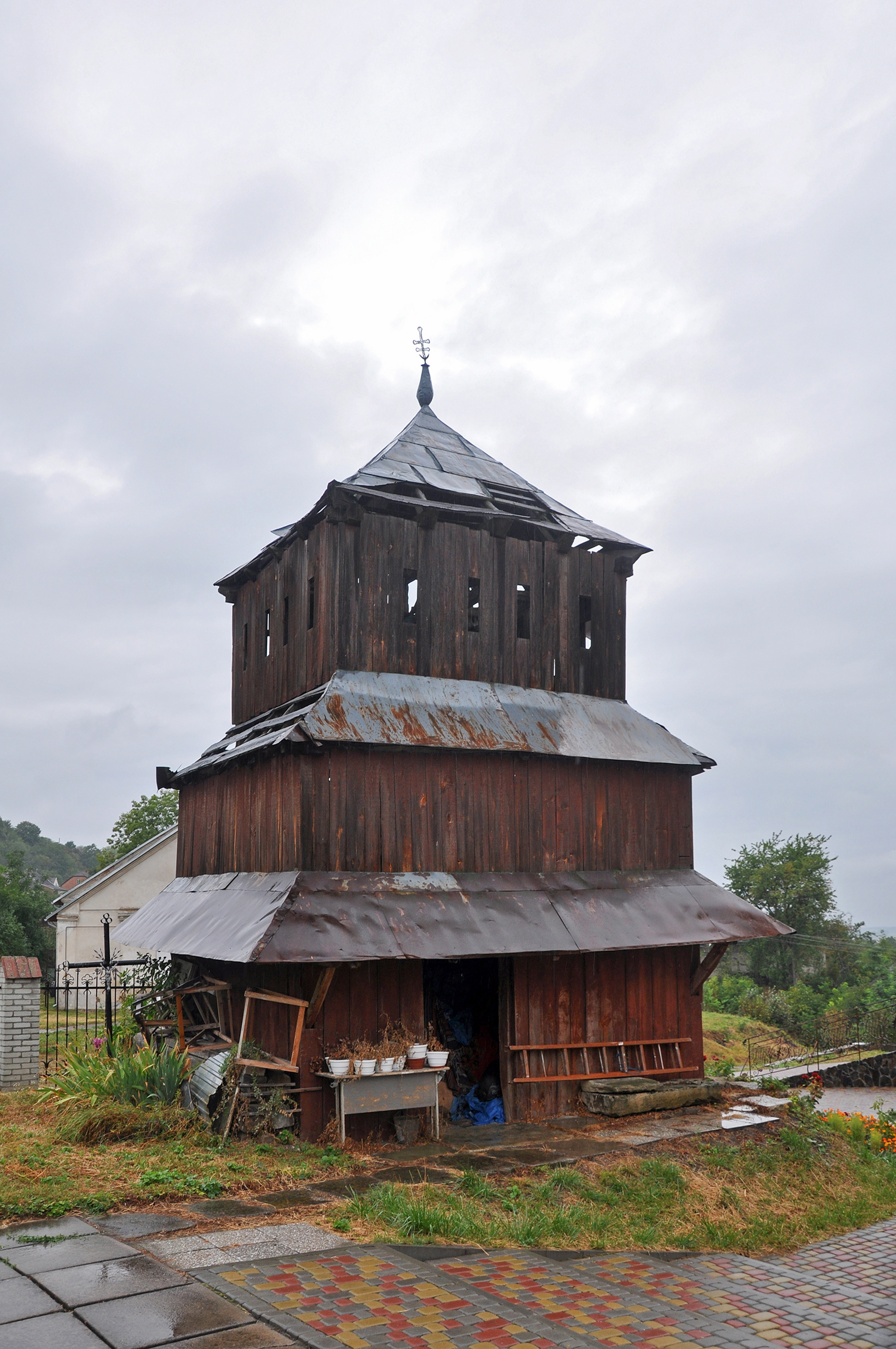
Дзвіниця церкви св. Миколая
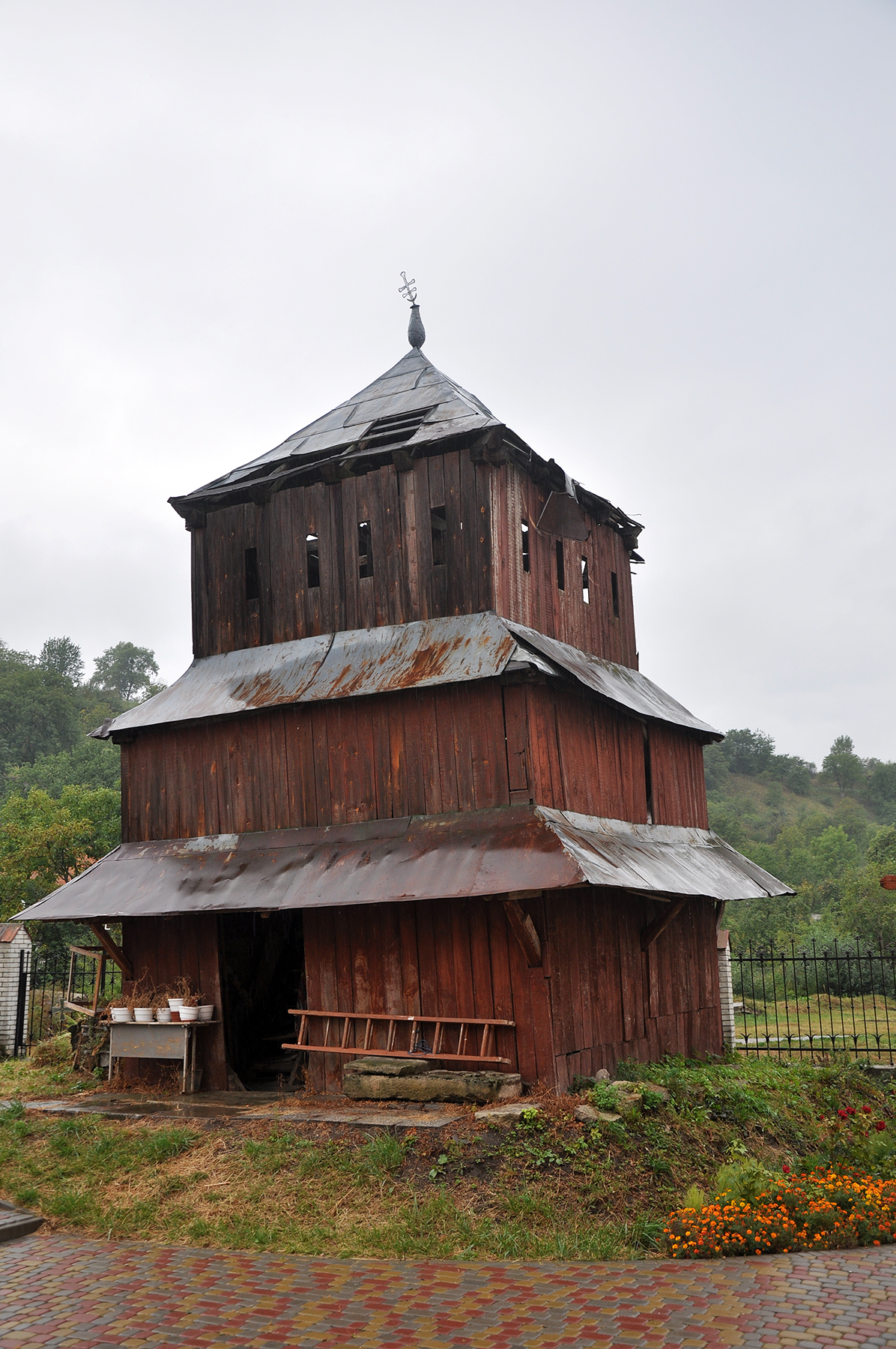
Дзвіниця церкви св. Миколая
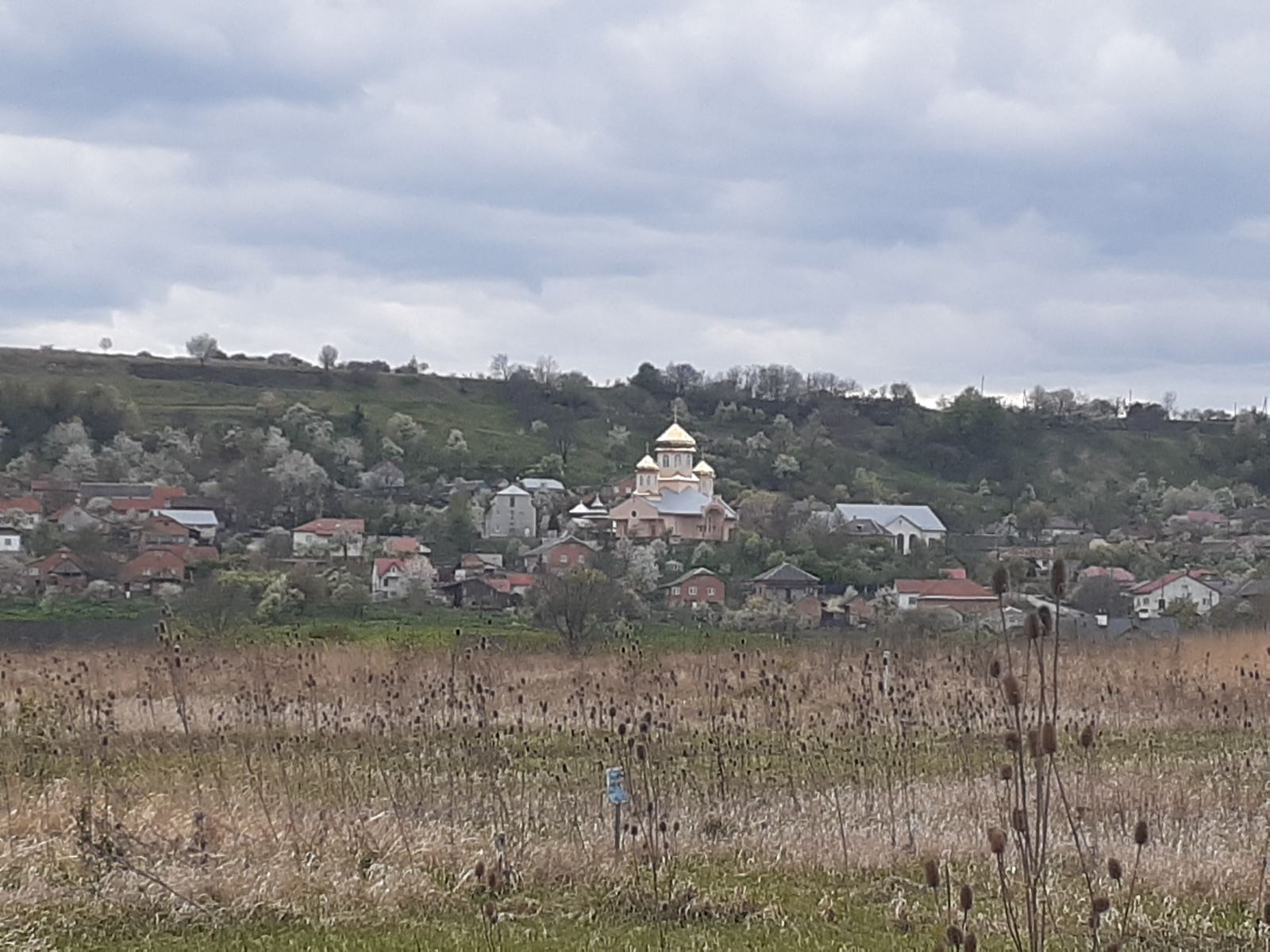
Загальний вигляд із сходу.